# Памятник-бюст Ф. К. Попову
Памятник-бюст Ф. К. Попову — Герою Советского Союза — памятник в селе Майя Мегино-Кангаласского улуса Республики Саха (Якутия), посвящённый памяти Героя Советского Союза Фёдора Кузьмича Попова. Памятник истории регионального значения.

## Общая информация
После завершения Великой Отечественной войны в городах и сёлах Якутии, как и во всём СССР, стали устанавливать памятники и мемориалы, посвящённые павшим солдатам, особенно тем из них, кто совершил отмеченные высокими наградами подвиги. Воины, удостоенные звания Героя Советского Союза, по праву заслужили, чтобы память о них жила в веках. Одним из таких храбрых солдатов являлся якут Фёдор Кузьмич Попов, уроженец Мегино-Кангаласского улуса ЯАССР. Поскольку, село Майя в 1930—2007 гг. было райцентром, то в нём особенно чтут имя своего земляка Героя Советского Союза Ф. К. Попова. В этом населённом пункте установлено несколько памятных объектов в честь Фёдора Кузьмича, центральная улица имеет название Героя Попова. Особое положение среди мемориальных мест занимает памятник в виде бюста, установленный на просторной площади в центре села в 1968 году.

## История
В 1942 году 20-летний бригадир полеводов якутского колхоза «Октябрь» Фёдор Кузьмич Попов был призван в Красную Армию, в тот же год направлен на фронт. 1 октября 1943 года отличился при форсировании Днепра. В бою 11 октября 1943 год получил смертельное ранение и через два дня скончался.
Звание Героя Советского Союза присвоено Ф. К. Попову, первому из якутов, уже посмертно, указом от 15 января 1944 года.

## Описание памятника
Памятник Фёдору Кузьмичу Попову — Герою Советского Союза авторства скульптора П. А. Захарова установлен в селе Майя в 1968 году. Чугунный бюст обладает большим портретным сходством. Красноармеец представлен в военной форме, с пилоткой на голове и с медалью «Золотая Звезда» на груди. Бюст установлен на высоком постаменте, имеющим основание. Периметр памятника составляет 5,2 м. Площадь памятника — 1,687 м².
В соответствии с Постановлением Совета Министров ЯАССР «О состоянии и мерах по улучшению охраны памятников истории и культуры Якутской АССР» от 31.12.1976 г. № 484 от 31.12.1976 памятник внесён в список объектов культурного наследия и взят под охрану государства.